# António Quadros (pintor)
António Augusto de Melo Lucena e Quadros (Viseu, 9 de julho de 1933 — Santiago de Besteiros, 2 de julho de 1994), também referido pelos heterônimos João Pedro Grabato Dias, Frey Ioannes Garabatus  e Mutimati Barnabé João, foi um pintor e poeta português. Viveu em Moçambique, entre 1964 e 1984.

## Percurso
Diplomou-se em pintura na Escola Superior de Belas-Artes do Porto. Entre 1958 e 1959 esteve em Paris (École des Beaux-Arts de Paris), como bolseiro da Fundação Calouste Gulbenkian, onde fez os cursos de gravura e pintura a fresco.
Participou em diversas exposições coletivas, podendo destacar-se a Primeira Exposição de Artes Plásticas da Fundação Calouste Gulbenkian (Lisboa, 1957) e Art Portugais: Peinture et Sculpture du Naturalisme à nos Jours (Paris, 1968). Foi galardoado com o Prémio Marques de Oliveira e o Prémio Armando Basto (S.N.I.).
Parte para Moçambique em 1964. Em 1968 revela-se como poeta ao obter um prémio para "40 Sonetos de Amor e Circunstância e Uma Canção Desesperada" assinado por João Pedro Grabato Dias, negando durante vários anos ser o seu autor.
Nesse período colaborou com grupos de teatro em Lourenço Marques, como o TALM (Teatro Amador de Lourenço Marques), em que foi autor do cenário da peça "Jardim Zoológico" de Eduardo Albee, encenada e interpretada por Mário Barradas, e o TEUM (Teatro dos Estudantes da Universidade de Moçambique), sendo autor dos cenários e o guarda roupa de "O Velho da Horta" e "Quem tem Farelos?" de Gil Vicente, ambas encenadas por Matos Godinho.
Colaborou no Núcleo de Arte de Lourenço Marques, como professor, onde contactou, entre outros, com Malangatana Valente. Ganhou o 1º Prémio no concurso da Sociedade de Estudos de Mocambique que, na cerimónia oficial, não foi entregue, dado que o Secretário Provincial de Educação considerou a obra indecorosa.
Em 1971, lançou as odes O Morto e A Arca e ainda as Laurentinas. Grabato Dias e Rui Knopfli, criam nesse ano a revista Caliban.
Em 1972, por ocasião dos 400 anos da morte de Camões, lançou o poema épico Quybyrycas, assinado por Frey Ioannes Garabatus, com prefácio de Jorge de Sena, onde glosava e parodiava "Os Lusíadas".
Depois do 25 de Abril, inventou o livrinho Eu, o povo, supostamente deixado por Mutimati Barnabé João, guerrilheiro moçambicano morto em combate, não assumindo inicialmente a sua autoria. 
Publicou um livro de divulgação da biotecnologia, para aplicação nas zonas rurais moçambicanas.
Em Moçambique, foi ainda o co-autor do monumento aos heróis, na Praça dos Heróis Moçambicanos, em Maputo.
No regresso a Portugal e a Santiago de Besteiros, em 1984, dedicou-se ao ensino, à escrita e pintura. Publicou o poema pseudobibliográfico "Facto/Fado", considerado pelo crítico literário Eugénio Lisboa um dos melhores livros em português.
Escreveu o novo livro de poemas didáctico O Povo e nós, já de autoria de João Pedro Grabato Dias e publicou em 1992 Sete Contos para um Carnaval.
Foi cantado por cantores como José Afonso e Amélia Muge.
Como pintor, actividade principal da sua criação, tem extensa e rica obra, de extrema beleza, realizada em Portugal e Mocambique. Dedicou-se ainda a outras artes plásticas, como cerâmica, pintura em cerâmica, esculturas metálicas, cartazes, ilustração de livros e desenhos criados por computador.
1998 - Grã-Cruz da Ordem do Infante D.Henrique, atribuída, a título póstumo, pelo Presidente Jorge Sampaio, pela obra plástica e literária, particularmente pela autoria de As Quybyrycas.